# Ferdinand Heribert von Galen
Le comte Ferdinand Heribert von Galen, né le 31 août 1831 à Münster et mort le 5 janvier 1906 au château de Dinklage à Dinklage, est un homme politique de l'Empire allemand, membre du parti Zentrum.

## Biographie
Ferdinand-Héribert von Galen. Il appartient par son père, le comte Johann Matthias von Galen (de) (1800-1880) à la famille von Galen, de vieille noblesse westphalienne et profondément catholique. Sa mère, née baronne Maria Anna von Ketteler (de) est issue d'une autre famille catholique célèbre. Il étudie à l'Académie de chevalerie rhénane à Bedburg, puis au lycée de Münster et étudie ensuite le droit à Munich, Louvain et Bonn. Il sert dans l'armée du royaume de Prusse de 1854 à 1858 en tant que lieutenant, puis s'occupe de ses biens de famille à Dinklage, près d'Oldenbourg. Il épouse en 1861 la comtesse Élisabeth von Spee qui lui donnera douze enfants, dont Wilhelm (1870-1949), en religion Augustinus, ob, et Clemens August (1878-1946), futur cardinal et bienheureux (2005).
Le comte von Galen est député du parlement (de) du grand-duché d'Oldenbourg de 1872 à 1875, et de 1874 à 1903 du Reichstag de Berlin pour la 3e circonscription du grand-duché d'Oldenbourg (de). Il est inscrit au parti Zentrum dans une période troublée après le Kulturkampf de Bismarck. Il gère ses biens de famille et en même temps, il est président de 1883 à 1893 du Katholikentag et membre de l' Association populaire de l'Allemagne catholique, créée en 1890 par Franz Brandt, Franz Hitze (de) et le comte Franz von Ballestrem (de). Il préside aussi de 1898 à 1906 le comité du Zentrum dans la province de Westphalie.
Il fait passer au Reichstag une motion en 1877, la motion Galen, protégeant les ouvriers et imposant le repos du dimanche. C'est le début de la politique sociale du parti Zentrum.
Le comte von Galen était en outre camérier secret du pape et chevalier d'honneur de l'Ordre souverain de Malte.

## Famille
De l'union du comte von Galen avec la comtesse, née Élisabeth von Spee, fille d'August von Spee (de), sont issus:
- Élisabeth (1862-1870)
- Maria Anna (1863-1930)
- Friedrich Matthias (1865-1918), épouse la comtesse Paula von Wendt (1873-1959), dont une fille
- August (1866-1912), épouse la comtesse Levina von Korff (1867-1941), dont six enfants
- Maria Franziska (1867)
- Maria (1869-1876)
- Wilhelm Emanuel (1870-1949), bénédictin
- Gertrude Agnès (1872-1943), épouse le baron Conrad von Wendt (1872-1945)
- Joseph (1873-1876)
- Paula Antonia Helena (1876-1923)
- Clemens August (1878-1946), futur cardinal évêque de Münster et bienheureux
- Franz Joseph (de) (1879-1961), homme politique, épouse la baronne Antonie von Weichs zur Wenne (de) (1885-1973), dont dix enfants